# Michael Ignatius
Michael Ignatius (* 25. Septemberjul. / 6. Oktober 1713greg. in Tartu, Livland; † 19. Apriljul. / 30. April 1777greg. ebenda) war ein estnischer Literat und Übersetzer. Er förderte die Tätigkeit der Herrnhuter in Livland.

## Leben
Michael (auch Michel) Ignatius war estnischer Abstammung. Er wurde im livländischen Tartu (deutsch Dorpat) als Sohn des Küsters Ignatzi Peeter geboren. 1728 wurde Michael Ignatius Schullehrer bei der estnischen Kirchengemeinde von Tartu. Ab 1731 war er als Küster an der Tartuer Marienkirche beschäftigt. Er hatte dieses Amt bis zu seinem Tod inne.
Um 1740 schloss sich Ignatius der aus Sachsen kommenden Bewegung der Herrnhuter Brüdergemeine an. In Tartu verbreitete er deren Ideen. Nach dem Verbot der Herrnhuter durch die zaristischen Behörden 1742 wurde Ignatius für kurze Zeit inhaftiert. In den 1750er Jahren setzte er die Verbreitung der Herrnhuter Glaubensinhalten fort. Inspiration fand er vor allem in den Ideen von Johann Christian Quandt (dem Älteren) (1704–1750) und durch seinen Schwager Mango Hans (1713–1780).

## Werke
Ignatius übersetzte aus dem Deutschen die Predigtensammlung Zeugniß von der Gnade und Wahrheit (1741) des deutschen Pietisten Johann Heinrich Schubert (1692–1757) in die Tartuer Mundart. Das Werk enthält 108 Predigten auf über 1000 Seiten. Finanziert wurde die Übersetzung von dem deutschbaltischen Adligen Otto von Rosen. Daneben übersetzte Ignatius zahlreiche weitere Reden, die sich in Handschriften unter den Esten verbreiteten.
Ignatius half darüber hinaus bei der Übersetzung des Herrnhuter Gesang- und Liturgiebuchs von Christoph Michael Königseer (1723–1786).

## Privatleben
Michael Ignatius war der Vater des Pastors David Friedrich Ignatius und der Großvater des Malers Otto Friedrich Ignatius.